# Charixena iridoxa
Charixena iridoxa är en fjärilsart som beskrevs av Edward Meyrick 1916. Charixena iridoxa ingår i släktet Charixena och familjen Plutellidae. Inga underarter finns listade i Catalogue of Life.